# Dobré
Dobré (německy Wohlau) je obec, která se nachází v podhůří Orlických hor v okrese Rychnov nad Kněžnou v Královéhradeckém kraji. Leží 10 km východně od Opočna a 12 km severně od Rychnova nad Kněžnou. Žije zde 861 obyvatel.

## Historie
Vznik a vývoj obce Dobré patří do období kolonizace lesů v druhé polovině 12. a 13. století. Kdo byl zakladatelem obce není známo. Spolehlivé zprávy jsou z roku 1367 a 1392, "kdy byl Vítem, opatem svatopolským, dosazen ke kostelu v Dobrém řádový mnich Vavřinec, a to po zemřelém faráři Janovi" (prof. J. Doberský). V čele obce stál rychtář s konšely jako zástupci kláštera. Obyvatelé odváděli klášteru dvakrát do roka úrok - obilí, slepice, vejce a vedle těchto závazků byli povinni robotovat. Jak velká byla osada, není známo. Podle tradice bylo v době Karla IV. 8 usedlostí. Po husitských válkách bylo klášterní panství nahrazeno světskou vrchností.
Roku 1458 král Jiří připisuje zboží Svatopolské Janovi z Chlumu a z Ratibořic za 1200 kop českých. Ke konci 15. století král Vladislav udílí zboží Svaté pole Mikuláši mladšímu a Mikuláši staršímu Trčkům z Lípy. Do doby jejich nástupce Viléma Trčky z Lípy, který držel bývalé klášterství Svaté pole od roku 1542, spadá sepsání Urbáře panství opočenského a frymburského z roku 1542, který obsahuje seznam poddaných a jich povinností k vrchnosti. Podle tohoto urbáře bylo v osadě Dobré (Dobrey Wes) 25 usedlostí (plánek - r. 1542).
Rozvoj vesnice byl pomalý. Doba husitská přechází v dobu temna, třicetiletou válku. Z války vyšel vítězně panský stav, který po válce držel 60% poddanské půdy v Čechách. Do této doby spadá prvý soupis půdy v Čechách - Berní role, pořízená usnesením zemského sněmu v roce 1654. Berní role měla přinést pro vrchnost přehled poddanské půdy pro vyměření pozemkových daní. V té době žilo v Dobrém 242 lidí, z toho 117 mužů a 125 žen ve 47 rodinách. Roku 1787 byl vydán nový katastr - Josefínský. V té době bylo v Dobrém už 80 domovních čísel. Přibylo domů na Dole, ve Skalí. Vznikla nová osada Živina se sedmi staveními.
Ve čtyřicátých letech 19. století byl vydán stabilní katastr, který se měl stát trvalým podkladem pro daně. Podle tohoto katastru bylo v Dobrém 112 usedlostí, na Chmělišti 13 stavení, Petrovice 3 stavení. Ve vlastní vesnici žilo 569 lidí (plánek - r. 1811).

### Název obce
Dobré - 10 km na východ od Opočna je původně místním jménem mužského rodu (spisovně -ý, v nářečí -ej), jak bezpečně dokazují doklady z roku:
1367 - in Dobri
1384 - Dobrý
1598 - Dobrey Wes
1636 - Dobrey
1790 - Dobray
1836 - Dobrey
1848 - Dobré
Podoba s -é vznikla uměla v roce 1848. Název byl původně po místním jménu potoka zvaného Dobrý. Profesor J. Doberský namítá, že potok není význačným objektem. S ohledem na to, že atribut Dobrý nebo Dobrá máme u 22 jmen, kloníme se k pojetí A. Profouse, že jde o původní hydronymum - potok nebo pramen s dobrou vodou. Jinak by se obtížně vysvětloval mužský rod slova. K pozdějšímu tvaru Dobré si lidé bezpochyby domýšleli slovo "místo".

### Z minulosti obce
O původu jména naší obce vypravuje pověst, kterou sepsal nynější farář v Liberku, rodem z Rovenských Šedivin, který svého času v Dobrém kaplanoval. Pověst vypravuje o třech rybnících v Dobrém. První mezi nynějším č. 49 a č. 90, druhý velký patřící k číslu 3 a třetí doleji, zvaný dnes obecní. První rybníček, nyní již zaniklý, podobal se spíše studni. Dvě sestry, Dorotka a Zuzanka, máchaly v něm prádlo. Zuzance uvázla ve vodě zástěra. Se zástěrou vytažen prý z vody zvon, který má podnes jméno Zuzana. Sběhli se lidé a velmi se divili.
Zuzana prý řekla: "Však tu bude jednou dobrý", míníc ovšem zvon. Od té doby říká se celé vsi "Dobré". Zvon onen přenesen prý do kostela v Jankově. Po zpustošení vsi přenesen do dřevěného kostela v Dobrém a odtud dostal se na věž kostela nynějšího.

### Vývoj osídlení
- V období vlády Karla IV. 8 usedlostí
- 1542 dle Urbáře panství opočenského a frymburského, který obsahuje seznam poddaných a jejich povinností k vrchnosti, 25 usedlostí
- 1654 dle Berní ruly 242 lidí, z toho 117 mužů a 125 žen ve 47 rodinách
- 1787 dle Josefínského katastru 80 domovních čísel
- 40. léta 19. století – v Dobrém 112 usedlostí, na Chmelišti 13 stavení, Petrovice 3 stavení, ve vlastní vesnici žilo 569 lidí

## Současnost
Působí zde spolky hasičů, včelařů, zahrádkářů, myslivců, klub stolního tenisu a fotbalu, klub florbalu a Spolek Lišáka z Kamenice.

## Pamětihodnosti
- Kostel svatého Petra a Pavla
- Socha Svaté rodiny
- Fara

## Části obce
- Dobré
- Hlinné
- Chmeliště
- Kamenice
- Rovné
- Šediviny

## Galerie

Historické snímky
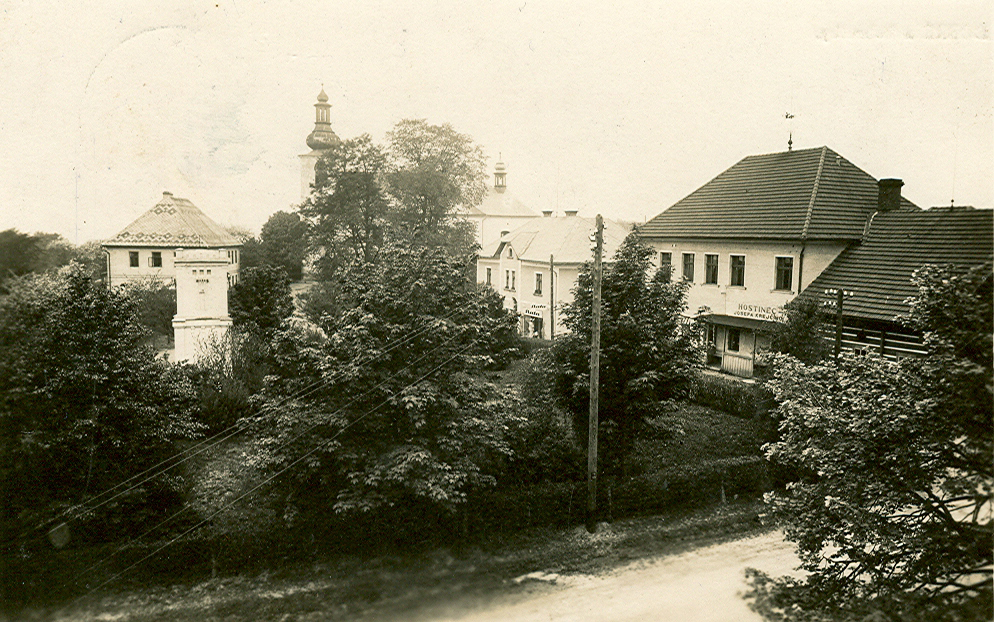
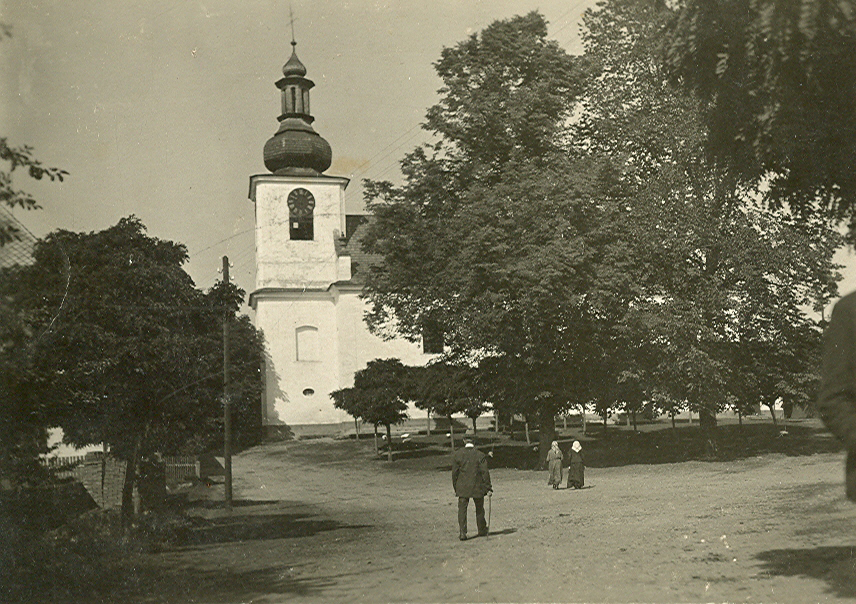
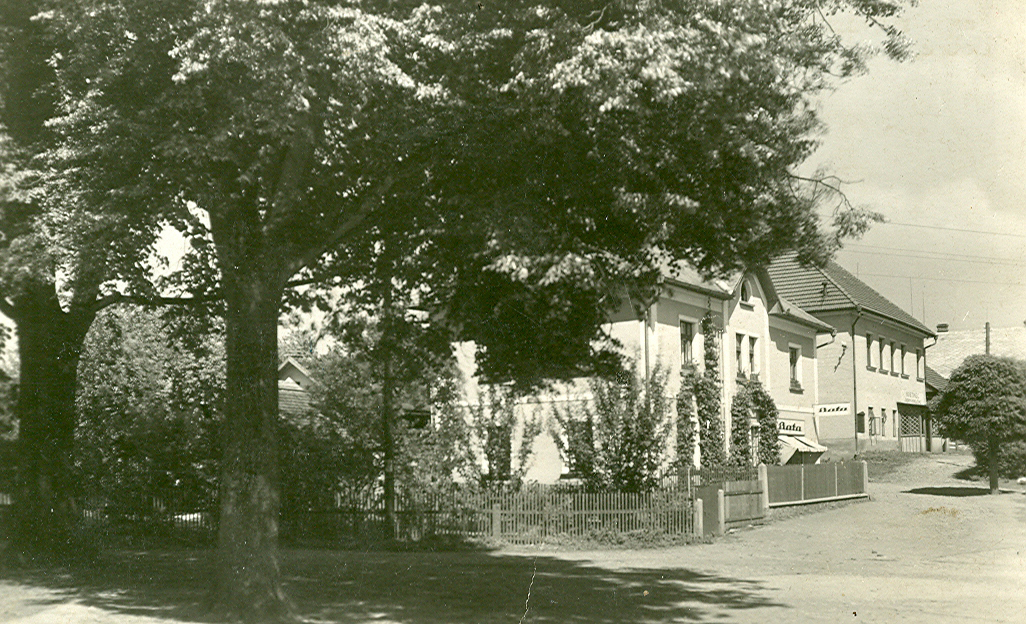
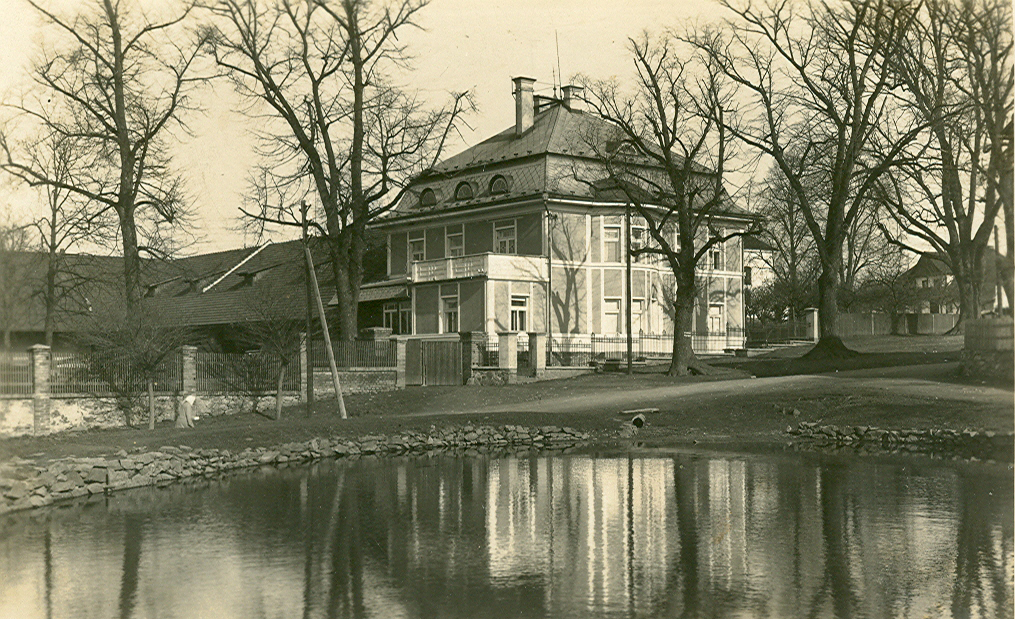
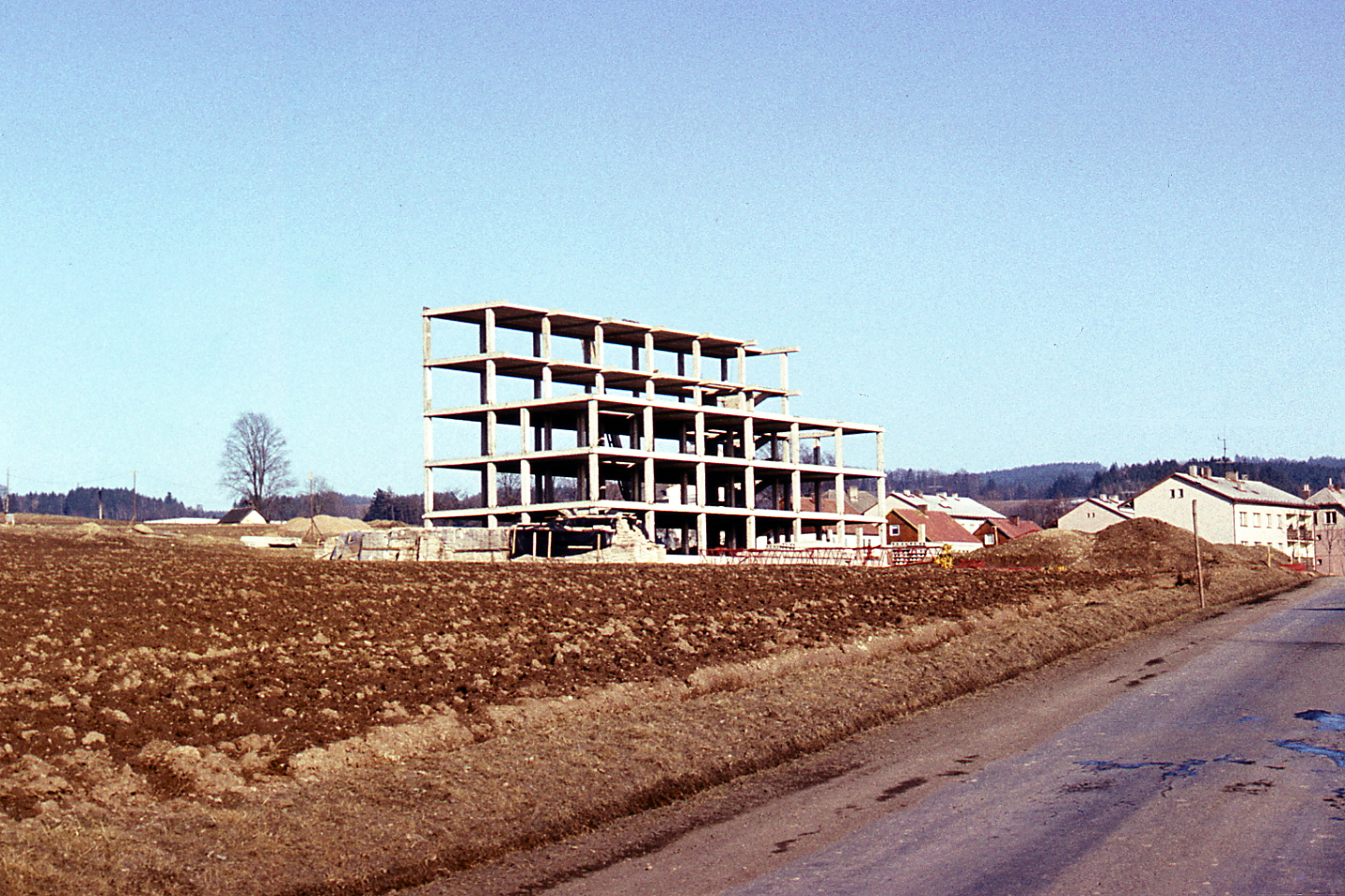